# Tiburonia
Tiburonia is een geslacht van schijfkwallen uit de familie van de Ulmaridae.

## Soort
- Tiburonia granrojo Matsumoto, Raskoff & Lindsay, 2003